# Championnats d'Europe de gymnastique acrobatique 2017
Navigation
Édition précédente Édition suivante
Les championnats d'Europe de gymnastique acrobatique 2017, vingt-huitième édition des championnats d'Europe de gymnastique acrobatique, ont eu lieu du 19 au 22 octobre 2017 à Rzeszów, en Pologne. 

## Podiums

### Senior
| Épreuves                      | Or                                                          | Argent                                                             | Bronze                                                                     |
| ----------------------------- | ----------------------------------------------------------- | ------------------------------------------------------------------ | -------------------------------------------------------------------------- |
| Duo masculin                  |                                                             |                                                                    |                                                                            |
| Général résultats détaillés   | Russie Igor Mishev Nikolay Suprunov                         | Belgique Kilian Goffaux Robin Casse                                | Biélorussie Aliaksei Zayats Artsiom Yashchanka                             |
| Statique résultats détaillés  | Russie Igor Mishev Nikolay Suprunov                         | Belgique Kilian Goffaux Robin Casse                                | Allemagne Tim Sebastian Michail Kraft                                      |
| Dynamique résultats détaillés | Belgique Kilian Goffaux Robin Casse                         | Russie Igor Mishev Nikolay Suprunov                                | Grande-Bretagne Jake Phelan Michael Hill                                   |
| Duo féminin                   |                                                             |                                                                    |                                                                            |
| Général résultats détaillés   | Russie Daria Guryeva Daria Kalinina                         | Belgique Noemie Lammertyn Lore Vanden Berghe                       | Israël Mika Lefkovits Roni Surzon                                          |
| Statique résultats détaillés  | Russie Daria Guryeva Daria Kalinina                         | Belgique Noemie Lammertyn Lore Vanden Berghe                       | Israël Mika Lefkovits Roni Surzon                                          |
| Dynamique résultats détaillés | Russie Daria Guryeva Daria Kalinina                         | Belgique Noemie Lammertyn Lore Vanden Berghe                       | Israël Mika Lefkovits Roni Surzon                                          |
| Duo mixte                     |                                                             |                                                                    |                                                                            |
| Général résultats détaillés   | Russie Marina Chernova Georgii Pataraia                     | Biélorussie Artur Beliakou Volha Melnik                            | Grande-Bretagne Lewis Walker Katherine Williams                            |
| Statique résultats détaillés  | Russie Marina Chernova Georgii Pataraia                     | Biélorussie Artur Beliakou Volha Melnik                            | Grande-Bretagne Lewis Walker Katherine Williams                            |
| Dynamique résultats détaillés | Russie Marina Chernova Georgii Pataraia                     | Grande-Bretagne Lewis Walker Katherine Williams                    | Biélorussie Artur Beliakou Volha Melnik                                    |
| Quatuor masculin              |                                                             |                                                                    |                                                                            |
| Général résultats détaillés   | Israël Yannay Kalfa Daniel Uralevitch Lidar Dana Efi Sach   | Grande-Bretagne Lewis Watts Conor Sawenko Charlie Tate Adam Upcott | Ukraine Vladyslav Kukurudz Stanislav Kukurudz Yurii Push Taras Yarush      |
| Statique résultats détaillés  | Israël Yannay Kalfa Daniel Uralevitch Lidar Dana Efi Sach   | Grande-Bretagne Lewis Watts Conor Sawenko Charlie Tate Adam Upcott | Russie Vadim Nabiev Aleksandr Pchelnikov Victor Grechukhin Andrei Shkvarok |
| Dynamique résultats détaillés | Israël Yannay Kalfa Daniel Uralevitch Lidar Dana Efi Sach   | Grande-Bretagne Lewis Watts Conor Sawenko Charlie Tate Adam Upcott | Ukraine Vladyslav Kukurudz Stanislav Kukurudz Yurii Push Taras Yarush      |
| Trio féminin                  |                                                             |                                                                    |                                                                            |
| Général résultats détaillés   | Russie Polina Plastinina Kseniia Zagoskina Daria Chebulanka | Grande-Bretagne Isabel Haigh Ilisha Boardman Emily Hancock         | Biélorussie Karina Sandovich Julia Ivonchyk Veranika Nabokina              |
| Statique résultats détaillés  | Russie Polina Plastinina Kseniia Zagoskina Daria Chebulanka | Grande-Bretagne Isabel Haigh Ilisha Boardman Emily Hancock         | Biélorussie Karina Sandovich Julia Ivonchyk Veranika Nabokina              |
| Dynamique résultats détaillés | Russie Polina Plastinina Kseniia Zagoskina Daria Chebulanka | Grande-Bretagne Jennifer Bailey Roxanna Parker Gabrielle Potter    | Biélorussie Karina Sandovich Julia Ivonchyk Veranika Nabokina              |

## Tableau des médailles
| Rang  | Nation          | Or | Argent | Bronze | Total |
| ----- | --------------- | -- | ------ | ------ | ----- |
| 1     | Russie          | 11 | 1      | 1      | 13    |
| 2     | Israël          | 3  | 0      | 3      | 6     |
| 3     | Belgique        | 1  | 5      | 0      | 6     |
| 4     | Grande-Bretagne | 0  | 7      | 3      | 10    |
| 5     | Biélorussie     | 0  | 2      | 5      | 7     |
| 6     | Ukraine         | 0  | 0      | 2      | 2     |
| 7     | Allemagne       | 0  | 0      | 1      | 1     |
| Total | Total           | 15 | 15     | 15     | 45    |